# Ана Хуанг
Ана Хуанг ( Флорида, 7 березня 1991 )  — сучасна американська письменниця, відома своїми художніми та романтичними творами. Найбільш відома своєю серією "Twisted", виданою клубом авторів .  Її книги видані та перекладені більш ніж у двадцяти країнах. Її також згадували на відомих платформах, таких як NPR, Cosmopolitan, Financial Times і Glamour UK  .

Авторка була відзначена як автор бестселерів за версією The New York Times, USA Today та інших міжнародних видань, а також її книги були названі бестселерами №1 на Amazon.
В одному з інтерв'ю Ана сказала: «Процес написання ніколи не буває легким, але я вчуся працювати з ним, а не проти нього». 

## Біографія
Ана Хуанг народилася 7 березня 1991  (32 роки) у Флориді, США . Будучи донькою китайсько-американських іммігрантів, їй довелося відвідувати заняття ESOL (англійська для носіїв інших мов) у дитячому садку  . Вирішивши покращити свою англійську, вона почала читати все, що могла знайти, і таким чином почала любити літературу.

У шістнадцять років вона почала писати «Все, чого я ніколи не хотіла», романтичну комедію для молоді, натхненну азіатською драмою «Сад метеорів» . Через три роки вона відкрила для себеWattpad, соціальну платформу для читання, де вона опублікувала твір «Все, чого я ніколи не хотіла» під ім'ям користувача ACRL37. Наразі ця історія зібрала понад 17 мільйонів переглядів і допомогла їй отримати понад 35 000 підписників на Wattpad . 
«Книги завжди були моєю надійною гаванню. Я читаю, коли хочу втекти в інший світ, і пишу, коли хочу створити свій власний». каже Ана Хуанг 

## Твори
Нижче наведені всі опубліковані роботи, окрім самовиданих:
| Серія          | Оригінальна назва книги | Назва книги українською     | Дата публікації | Середня оцінка | Кількість оцінок |
| -------------- | ----------------------- | --------------------------- | --------------- | -------------- | ---------------- |
| If Love #1     | If We Never Meet Again  | Якби ми не зустрілися знову | 9 червня 2020   | 3,59/5         | 11.561           |
| If Love #2     | If The Sun Never Sets   | Якби сонце ніколи не сідало | 22 липня 2020   | 3,77/5         | 8.960            |
| If Love #3     | If Love Had A Price     | Якби кохання мало ціну      | 30 вересня 2020 | 3,86/5         | 4.828            |
| If Love #4     | If We Were Perfect      | Якби ми були ідеальними     | 10 грудня2020   | 3,94/5         | 4.327            |
| Twisted #1     | Twisted Love            | Руйнівне кохання            | 21 квітня 2021  | 3,73/5         | 443.445          |
| Twisted #2     | Twisted Games           | Руйнівні ігри               | 29 липня 2021   | 4,12/5         | 434.495          |
| Twisted #3     | Twisted Hate            | Руйнівна ненависть          | 27 січня 2022   | 4,03/5         | 314.896          |
| Twisted #4     | Twisted Lies            | Руйнівна брехня             | 24 червня2022   | 4,24/5         | 267.555          |
| King Of Sin #1 | King Of Wrath           | Король гніву                | 18 жовтня 2022  | 4,07/5         | 212.385          |
| King Of Sin #2 | King Of Pride           | Король гордості             | 22 квітня 2023  | 3,98/5         | 102.507          |
| King Of Sin #3 | King Of Greed           | Король жадібності           | 24 жовтня2023   | 3,84/5         | 8,699            |
| King Of Sin #4 | King of Sloth           | Король лінощів              | 30 квітня 2024  | 4.14/5         | 17.111           |
| King Of Sin #5 | King of Envy            | Король заздрості            | 25 березня 2025 |                |                  |
|                | The Striker             |                             | 24 вересня 2024 |                |                  |

## Популярність
Твори Ани Хуанг здобули відданих шанувальників, особливо серед молодих читачів і любителів сучасної романтики. Її присутність у соціальних мережах та на платформах для самопублікації також сприяла її популярності. Серія Twisted, хіт TikTok з понад 300 мільйонами переглядів за хештегом #twistedseries . 
Авторка уже провела кілька автограф-сесій по всьому світу, зокрема Ана Хуанг приїхала до Португалії з наміром підписати книги шанувальникам 12 січня 2023 року . Ця подія відбулася у FNAC у торговому центрі Colombo у Лісабоні . 

## Стиль письма
Ана Хуанг відома своїм емоційним, описовим і захоплюючим стилем письма. Вона має здатність створювати оповідання, які глибоко досліджують складність людських емоцій. В одному з інтерв'ю авторка розповіла, що у неї немає фіксованої письменницької рутини, вона змінює як спосіб мислення, так і своє оточення під час написання творів. 
Вона розповідає: «Іноді я люблю писати в кафе, іноді мені потрібна тиша і спокій мого дому. Але де б я не була, мені потрібен гарячий напій у руці та музика з додатку Brain.fm, яка допомагає мені сконцентруватися. Я також намагаюся медитувати протягом п'яти хвилин перед тим, як писати. У мене немає мінімальної кількості годин на день, я просто пишу, поки не виснажуся». 
Її процес написання досить хаотичний і змінюється з кожною книгою! Він завжди починається з роботи над персонажами, перш ніж перейти до сюжету. Роман - це жанр, в основі якого лежить розвиток персонажів, каже авторка, тому вона вважає, що опанування цього аспекту є важливим. Він базується не просто на реальних подіях, а на гіпотезі про те, що могло б статися. Вона показує, що коли розповідає про місце подорожі, то спирається на власний досвід, а не лише на свою уяву . 
Ана заздалегідь планує свої книжки, але ніколи не дотримується плану. Зазвичай вона відхиляється від нього на півдорозі, щоразу. Вона має чудового редактора, з яким тісно співпрацює до і підчас написання книги. Разом вони проводять мозковий штурм ідей, більш детально розробляють сцени тощо. Після того, як у неї є перша чернетка, вона надсилає її своїм альфа-читачам, які читають невідшліфовану версію шматками по чотири-п'ять розділів. Потім, коли вона має повну, більш відшліфовану версію, вона надсилає його бета-читачам, а потім редактору і коректору для фінальних допрацювань. 
Пише свої роботи в Scrivener . 

## Особисте життя
Зараз вона живе у Нью-Йорку, де проводить вільний час у кафе, досліджуючи місто та дивлячись Netflix . 
Статки Ани Хуанг оцінюються приблизно в 2,5-3 мільйони доларів США. Вона заробила свої статки в основному завдяки письменницькій кар'єрі, її книги продаються мільйонними накладами і перекладаються багатьма мовами.  .